# عباسعلی خلعتبری
عباسعلی خلعتبری (۱۲۹۱ – ۲۲ فروردین ۱۳۵۸) سیاستمدار و دیپلمات ایرانی بود که در دولت‌های امیرعباس هویدا (از شهریور ۱۳۵۰ تا مرداد ۱۳۵۶) و جمشید آموزگار (مرداد ۱۳۵۶ تا شهریور ۱۳۵۷) به‌عنوان وزیر امور خارجه فعالیت کرد. وی پس از انقلاب ۱۳۵۷ ایران اعدام شد.

## زندگی و تحصیلات
پدرش میرزا نصرالله خان اعتلاءالملک و پدربزرگش میرزا شکرالله خان نامه‌نگار هر دو از دیپلمات‌های دوره قاجار بودند. پدرش در زمان احمد شاه قاجار به وزارت مالیه رسید و مدت کوتاهی نیز در دهه بیست خورشیدی وزیر کشاورزی شد. پدربزرگ مادری‌اش اسدالله خان مشارالسلطنه نیز در زمان احمد شاه قاجار وزیر امور خارجه بود.
خلعتبری در پاریس تحصیل کرد. لیسانس در علوم سیاسی و دکترا در حقوق قضا گرفت. پس از بازگشت به ایران، در سال ۱۳۱۹ به استخدام وزارت دارایی درآمد. در سال ۱۳۲۱ به وزارت امور خارجه منتقل شد. نخستین مأموریت خارجی‌اش دبیر دومی سفارت ایران در سوئیس بود که حکم آن را در شهریور ۱۳۲۴ دریافت کرد. مشاغل بعدی‌اش در وزارت خارجه و ریاست اداره سازمان ملل بود تا اینکه در سال ۱۳۳۲ به رایزنی سفارت ایران در پاریس فرستاده شد.
خلعتبری پس از بازگشت به ایران در سال ۱۳۳۴ ریاست اداره سوم سیاسی را عهده‌دار شد و سپس به مدیرکلی تشریفات رسید. در سال ۱۳۳۸ به مدت دو سال وزیر مختار ایران در ورشو شد و در سال ۱۳۴۱ به دبیرکلی پیمان سنتو برگزیده شد که پیمانی نظامی میان ایران، ترکیه، پاکستان و بریتانیا بود.

## پیمان ۱۹۷۵ الجزایر
خلعتبری در سال ۱۳۴۴ قائم مقام و در سال ۱۳۵۰ وزیر امورخارجه شد. از مهم‌ترین اقدامات او امضای پیمان معروف ۱۹۷۵ الجزایر بود که ایران و عراق با آن مرز خود را در آب‌های اروندرود تعیین کردند. این قرارداد به دلیل انتشار اعلامیه مشترک دو کشور در ۱۵ اسفند ۱۳۵۳ (۶ مارس ۱۹۷۵) در الجزیره که پیش‌زمینهٔ امضای پیمان‌نامه شد و میانجی‌گری مقامات الجزایر در تمام مراحل، به پیمان الجزایر معروف شده است، هرچند محل امضای تمام پیمان‌ها و پیوست‌ها و موافقتنامه‌های مرتبط در بغداد بوده است.

## دادگاه و اعدام
عباسعلی خلعتبری تا سال ۱۳۵۷ وزیر امور خارجه بود و سرانجام در ۲۲ فروردین ۱۳۵۸ به همراه جمعی دیگر از سران حکومت محمدرضاشاه در دادگاه انقلاب به ریاست صادق خلخالی محکوم به اعدام شد.
دلیل اعدام وی بنابر مدارک مختلف به دو طریق ذکر گردیده است:
1. «فساد در زمین، قیام علیه حاکمیت ملی، عضویت در هیئت حاکمه ضد ملت، وزیر خارجه و عضو ارشد آن حکومت، شما شریک جرم آن حکومت بودید که به دست امپریالیست‌ها و اربابان آمریکایی اداره می‌شد، استخدام عناصر ساواک و سیا در وزارت خارجه و …»[۵]
2. تهیه و امضای پیمان الجزایر و نقش وی در امضای قرار داد احداث نیروگاه اتمی بوشهر، با این استدلال که ایران با وجود ذخایر عظیم نفت و گاز نیازی به نیروگاه اتمی ندارد و امضای این قرار داد مصداق تضییع اموال بیت‌المال است.[۲]

### اتهام دروغ
مسعود بهنود می‌گوید: 
«یکی از چند باری که خلخالی را دیدم فرصتی دست داد که سؤالی بکنم که سالها توی گلوی من مانده بود:
گفتم آقای خلخالی در دادگاه نادر جهانبانی و عباسعلی خلعتبری ما گروه آورده بودیم و فیلم می‌گرفتیم و فیلمهاش هست. در محاکمه خلعتبری معلوم شد که تفاله اتمی در ایران دفن نشده و کسی هم که پیشنهاد دفن تفاله اتمی را داده است او نبوده… شما چرا در مصاحبه خود (به دروغ) گفتید سپهبد جهانبانی برای اسبهایش موزیک پخش می‌کرده است و خلعتبری در ایران تفاله اتمی دفن می‌کرده؟

جواب خلخالی این بود: یادم بود (می‌دانستم) ولی چیزهایی گفتم که (مردم) دلشان بسوزد جگرشان بسوزد. من مأمور ایجاد منطق برای سلطنت طلبان و طاغوتیان نیستم.»